# コゴメウツギ属
コゴメウツギ属（コゴメウツギぞく、学名：Stephanandra、シノニム：Neillia、和名漢字表記：小米空木属）はバラ科の属の一つ。

## 特徴
落葉性の低木。冬芽は小型で鱗片は2-4枚ある。葉は互生し、葉柄と托葉があり、単葉または浅-中裂し、縁に不ぞろいの鋸歯状欠刻がある。花序は枝先に総状、円錐状または散房状につく。花は両性で小型、萼裂片は5個で萼筒は杯状、花弁は5個。雄蕊は10-20個で萼筒の縁に1列につく。雌蕊は1個。果実は球状の袋果。袋果に1-2個の種子がある。
東アジアに3種知られ、日本には2種が生育する。

## 種

### 日本の種
- コゴメウツギ Stephanandra tanakae Franch. et Sav. -日本の他、朝鮮、中国大陸、台湾に分布する。
- カナウツギ Stephanandra incisa (Thunb.) Zabel -日本固有種。

### 外国の種
- Stephanandra chinensis Hance -中国に分布する。

## ギャラリー
- コゴメウツギ
- カナウツギ